# 一种新科学
《一种新科学》由斯蒂芬·沃尔夫勒姆所著，出版于2002年。它包括关于计算系统的实证和系统研究，如元胞自动机。斯蒂芬·沃尔夫勒姆把这些系统称为简单的程序，并且认为适用于简单程序研究的科学哲学和方法与其他科学领域相关。

## 计算及其影响
《一种新科学》的理论是双重的：即计算的性质必须通过实验来探索，而且这些实验对于理解自然世界也有重要的影响。从20世纪30年代诞生以来，计算就主要来自两个传统：工程学，旨在使用计算建立实际系统；以及数学，其目的是证明有关计算的定理（尽管在20世纪70年代，计算作为一门学科已经被形容为数学、工程学和实证、科学传统的交叉学科）).
斯蒂芬·沃尔夫勒姆引入了第三个主要的传统，这是对计算系统的系统、实证的调查研究。这也是这本书的标题中“新”和“科学”两个词的起源。然而，在对计算系统的科学调查研究的过程中，斯蒂芬·沃尔夫勒姆最终得出这样一个结论，即我们需要一个全新的方法。传统数学的描述没有看到这些系统本身有意义的复杂性。通过将实验和理论定位相结合，本书介绍了一种新的方法，斯蒂芬·沃尔夫勒姆认为这是使科学在计算系统的带动下共同进步的一种最现实的方式。这种方法的差异使得“一种新科学”成为科学的一“种”，并且允许它的原则在各个领域广泛使用。

## 简单的程序
沃尔夫勒姆的《一种新科学》的基本主题是研究简单的抽象规则——特别是，基本计算机程序。在几乎任何类型的计算系统中，人们可以很快地在最简单的情况中找到具有相当复杂性的实例。这看起来似乎是对的，无论该系统具有什么样的组成部分或者设置。本书中探讨的系统包含：一维、二维和三维空间中的元胞自动机；移动自动机（mobile automata）；一维和二维空间中的图灵机；几个类型的替代和网络系统（substitution and network systems）；原始递归函数（primitive recursive functions）；嵌套递归函数（nested recursive functions）；组合子（combinators）；标记系统（tag systems）；寄存器机（register machines）；加法逆转（reversal-addition）；和一些其他系统。对于可以称为简单的程序，有几个标准：
1. 它的操作可以由一个简单的图形表示完全解释。
2. 它可以由一些人类语言完全解释。
3. 它可以使用几行代码用计算机语言实现。
4. 它的可能的变种数目很小，所以我们可以对所有类型进行计算。